# 日本写真芸術専門学校
日本写真芸術専門学校（にほんしゃしんげいじゅつせんもんがっこう）は、東京都渋谷区桜丘町にある東京都認可の写真の専門学校。初代校長は秋山庄太郎。現校長はハービー・山口、副校長は倉持正実。

## 概要
創立よりコマーシャル、芸術、ドキュメンタリーなど様々な写真分野に多くの写真家を輩出している。2003年よりセバスチャン・サルガドが名誉顧問に就任(2016年まで）。日本の写真専門学校の中心的な学校として写真業界に多くの人材を輩出している。

## 沿革
- 1966年 - 渋谷区神宮前に日本写真専門学院として創立、初代学院長に井深徴が就任[1]。
- 1977年 - 学校法人呉学園を設立[1]。
- 1978年 - 秋山庄太郎が学院長に就任[1]。
- 1981年 - 目黒区大橋に移転[1]。
- 1982年 - 学校教育法による専門学校として認可、校名を現在の日本写真芸術専門学校に改名[1]。初代校長に秋山庄太郎が就任[1]。
- 1985年 - 専門学校日本デザイナー学院、日本写真芸術専門学校の総合校舎が完成し、現在地の渋谷に移転[2][1]。
- 2003年 - 藤井秀樹が校長に就任[1]。セバスチャン・サルガドが名誉顧問に就任[1]。
- 2010年 - 竹内敏信が校長に就任[1]。
- 2024年 - ハービー・山口が校長に就任

## 設置学科

### 昼間部
- 写真科（3年制）
  - 総合写真研究ゼミ
  - フォトフィールドワークゼミ
  - フォトアートゼミ
- 写真科（2年制）
  - フォトクリエイティブゼミ
  - ドキュメンタリーフォトゼミ
  - コマーシャルフォトゼミ
  - ファッションポートレートゼミ
  - ブライダルポートレートゼミ
  - ライブステージフォトゼミ
  - ネイチャーフォトゼミ
  - フォトレタッチゼミ
  - スポーツフォトゼミ

### 夜間部
- 写真科（2年制）
  - フォトクリエイティブゼミ
  - ドキュメンタリーフォトゼミ
  - コマーシャルフォトゼミ
  - ファッションポートレートゼミ
- フォトコミュニケーション科（2年制）

## 著名な出身者
- 幡野広志
- 植本一子
- 大杉隼平（中退）
- 小河孝浩
- 田尾沙織
- 高木忠智
- 窪徳健作
- 亀山亮
- 唐木貴央
- 佐々木啓太
- 西村春彦
- 村越としや
- 小河孝浩
- 矢野隆
- 梁丞佑
- 横田大輔
- 藤村大介
- 野澤亘伸
- 勝山基弘
- 高橋優也

## グループ校
- 日本デザイナー学院
- 日本デザイナー学院九州校